# Harter Brocken: Der Goldrausch
Harter Brocken: Der Goldrausch ist ein deutscher Kriminalfilm von Markus Sehr aus dem Jahr 2023 mit Aljoscha Stadelmann als Polizist Frank Koops und Anna Fischer als seine Kollegin Mette Vogt sowie Moritz Führmann als Postbote Heiner Kelzenberg. Bei dem Film handelt es sich um die achte Folge der Harter-Brocken-Reihe.
Der Film wurde erstmals am 18. November 2023 im Programm der ARD Das Erste ausgestrahlt.

## Handlung
Im Dezember 1989 versucht Inka Sassner, Offizierin bei der Stasi, sich mit einem Goldschatz aus dem Stasivermögen mit einem LKW-Konvoi abzusetzen. Zwei mitfahrende NVA-Soldaten schießen sie bei einem Halt nieder und lassen sie liegen, bevor sie mit den Goldkisten davonfahren.
2023 plant Heiner die Hochzeit mit Mette und lädt deswegen ein Foto hoch, auf dem er mit dem vor zwei Jahrzehnten verschwundenen Thorsten Lehnert zu sehen ist. Umgehend schlägt bei der in Halle lebenden Sassner eine Gesichtserkennungs-Software an, die diesen Mann als einen der beiden Soldaten identifiziert, woraufhin sie in den Harz fährt. Sie findet in St. Andreasberg zunächst nur Lehnerts Patenonkel Ernst Moch, den sie für Informationen zu dem Gold foltert und anschließend tötet; dessen Nachbar Rudi, der zufällig dazu kommt, wird von ihr bewusstlos geschlagen. Ortspolizist Koops nimmt daraufhin die Ermittlungen auf.
Sassner nimmt Kontakt zu Goldschmiedin Kim, Tochter von Thorsten Lehnert, auf und verlangt eine Karte, die den Verbleib des Schatzes zeigen soll. Kim weiß von nichts, findet später aber mit Koops im Haus von Ernst Moch tatsächlich eine solche Karte. Koops erzählt Heiner davon, der sich in der Kneipe verplappert, sodass schon am nächsten Tag Goldgräberstimmung im Ort herrscht. Auch Kims Mutter Nicole und Stiefvater Detlef suchen nach dem „Schatz“. Koops folgt den beiden und findet so in dem Stollen einen zugemauerten Gang.
Sassner sucht Nicole und Detlef auf, es kommt zu einem Kampf, wobei Detlef von ihr angeschossen wird. Nicole bringt Detlef zu ihrer Hütte im Wald und verarztet ihn. Koops gelingt es, Sassner in die Kneipe zu locken. Bei einem Spiel Halma träufelt sie ihm K.-o.-Tropfen ins Bier, doch Koops durchschaut dies und vertauscht die Gläser, sodass sie später selbst einschläft. Nachdem er Sassners Daten ins Fahndungssystem eingibt, bekommt er eine Nachricht, dass der Verfassungsschutz Sassner am nächsten Tag abholen werde.
Oberst Keil erscheint mit zwei „Mitarbeitern“ in Koops‘ Revier. Keil ist ebenfalls an dem Schatz interessiert, den er immer bei der damals untergetauchten Sassner vermutet hatte. Mit seiner Waffe zwingt er Koops, die Mauer im Stollen zu sprengen. Die Kisten dahinter sind allerdings leer. In einem Kampf kann Sassner Keil und dessen Begleiter mit einer Waffe erschießen, die ihr Koops kurz zuvor zugesteckt hat. Sie finden in einer weiteren Kiste den toten Thorsten, den sein Komplize wohl umgebracht haben muss und das Gold woanders versteckte.
Koops erfährt von Nicole, dass Rudi vor zwei Jahrzehnten Thorsten versehentlich getötet hatte, woraufhin Nicole und Detlef die Leiche beseitigten. Kim, in der Annahme, dass Detlef ihren Vater umgebracht hat, fährt zur gleichen Zeit mit Sassner zu Detlef in die Hütte. Koops stößt zu ihnen und konfrontiert die Frauen mit den neuen Erkenntnissen. Sassner erschießt Detlef und versucht, Koops dazu zu bringen, sie zu erschießen, da sie nicht ins Gefängnis möchte. Doch dieser lässt sich nicht manipulieren und schießt sein Magazin leer, woraufhin Sassner sich mit ihrer Waffe selbst richtet.

## Produktion
Der Film wurde im Zeitraum vom 21. September bis zum 21. Oktober 2022 in Sankt Andreasberg und Umgebung gedreht.

## Rezeption

### Kritiken
Volker Bergmeister gibt dem Film in seiner Besprechung bei tittelbach.tv 4 von 6 möglichen Punkten und stellte fest: „Es geht um Gier, unabhängig vom politischen System, hüben wie drüben, damals wie heute. Und wie weit Menschen gehen, diese zu stillen.“ „Seinen Charme verdankt der wendungsreiche Krimi nicht zuletzt den lakonischen Dialogen und der optisch (Kamera: Paul Pieck) und akustisch (Musik: Tobias Wagner u.a.) geschaffenen Western-Atmosphäre. Western als Erzählform ist das Fundament eines jeden ‚Harter Brocken‘-Krimis. Hinzu kommen Spannung, feiner Humor und eine vertrackte Geschichte samt Reise in die deutsche Vergangenheit. Und natürlich der Harz samt seinen Stollen. Fazit: Thriller, Abenteuer und Comedy in einem — ja, das geht!“.
Oliver Armknecht gibt dem Film in seiner Besprechung bei film-rezensionen.de insgesamt 6 von 10 Punkten und meinte: Der Goldrausch sei „eine Mischung aus Duell und Katz-und-Maus-Spiel, bei der man sich gegenseitig hinterherjagt. Auch das macht Spaß. Wer darauf verzichten kann, bei Krimis viel zu grübeln, wird bei diesem stimmungsvollen Genrevertreter unterhalten.“.

### Einschaltquote
Die Erstausstrahlung des Films am 18. November 2023 sahen in Deutschland 5,37 Millionen Zuschauer, was einem Marktanteil von 19,9 % entspricht. Dies war auch der Spitzenwert an diesem Tag.

## Sonstiges
Es handelt sich um die letzte Folge von Harter Brocken, in der Moritz Führmann die Rolle des Heiner Kelzenberg innehat.